# Rio Cioara (Latoriţa)
O Rio Cioara é um rio da Romênia, afluente do Rio Latoriţa de Jos, localizado no distrito de Vâlcea.